# Monument Amazone
Das Monument Amazone ist eine Statue in Cotonou im westafrikanischen Staat Benin. Sie soll an die historische, rein weibliche Militäreinheit der Agojie (auch Dahomey-Amazonen) erinnern.

## Hintergrund
Am 17. Juli 2019 wurde im Ministerrat der Bau des Denkmals beschlossen, um ein starkes Identitätssymbol zu schaffen, das sowohl der heutigen als auch zukünftigen Generationen Benins als Orientierungshilfe dienen soll. In einer Sitzung der nationalen Agentur für die Förderung der Entwicklung von Kulturerbe und Tourismus (französisch  l'agence Nationale de Promotion des Patrimoines et de Développement du Tourisme) in den Räumlichkeiten des Handelsministeriums wurde ein erster Entwurf des Modells vorgestellt, um Rückmeldungen einzuholen, bevor die endgültige Version dem Staatsoberhaupt zur endgültigen Entscheidung vorgelegt wurde. Der Auftrag zur Umsetzung ging an den chinesischen Künstler und Bildhauer Li Xiangqun. Die Einweihung erfolgte am 30. Juli 2022 durch beninischen Präsidenten Patrice Talon.
Die Figur zeigt eine waffentragende Kriegerin in Bewegung. Die Statue ist (ab dem Sockel gerechnet) 30 Meter hoch und aus einer Metallstruktur gefertigt, die anschließend mit Bronze verkleidet wurde. Das Gesamtgewicht beträgt 150 Tonnen.

## Lage
Das Denkmal liegt im 12ème Arrondissement von Cotonou auf dem Boulevard de la Marina nahe des Atlantischen Ozeans, gegenüber dem Place de l'Indépendance und dem Präsidentenpalast.